# Даніель Флоря
Даніель Флоря (рум. Daniel Florea, нар. 18 грудня 1975, Васлуй) — румунський футболіст, колишній захисник «Оцелула», бухарестського «Динамо», «Шахтаря» та інших клубів.

## Біографія
Свою футбольну кар'єру Даніель Флоря розпочав у клубі «Оцелул». Дебютував 1 грудня 1993 року у матчі з «Ут Арад» (0:0). Всього за свій перший професійний клуб він провів 84 матчі, забив 2 м'ячі. Хороша гра допомогла йому перейти в столичне «Динамо». 
У 2001 році Даніель перейшов в донецький «Шахтар». Дебютував за українську команду 4 серпня 2001 року у матчі проти маріупольського «Металурга» (2:0). За тренерства Невіо Скали Флоря отримував регулярну практику в помаранчево-чорній футболці, але у 2003 році «гірники» підписали земляка Даніеля Резвана Раца, якому згодом надовго вдалося застовпити за собою місце ключового лівого бека команди. У 2004 році був відданий в оренду на рік до запорізького «Металурга». Через рік вирушив в донецький «Металург».
У березні 2006 відданий в оренду з правом викупу бухарестському «Динамо». Влітку 2006 був проданий кіпрському клубу АПОЕЛ. Завершив кар'єру в румунській «Дунареї» в 2013 році.
У збірній Румунії дебютував 3 березня 1999 року в матчі проти Естонії (2:0). Решту матчів провів проти Азербайджану та Греції.
Одружений. Дружину звати Аліна. Разом виховують двох доньок Елісу і Міруку.

## Титули і досягнення

### Гравець
«Динамо» (Бухарест)
- Кубок Румунії
  - Володар (1): 2000-01

 «Шахтар» (Донецьк)
- Чемпіонат України
  - Чемпіон (1): 2001-02
- Кубок України
  - Володар (2): 2001-02, 2003-04

 АПОЕЛ
- Чемпіонат Кіпру
  - Чемпіон (2): 2006-07, 2008-09
- Кубок Кіпру
  - Володар (1): 2007-08
- Суперкубок Кіпру:
  - Володар (2): 2008, 2009